# Liste der Biografien/Zew
Liste der Biografien |
Portal Biografien |
Personensuche
# |
A |
B |
C |
D |
E |
F |
G |
H |
I |
J |
K |
L |
M |
N |
O |
P |
Q |
R |
S |
T |
U |
V |
W |
X |
Y |
Z |
?
 
Za |
Zb |
Zc |
Zd |
Ze |
Zf |
Zg |
Zh |
Zi |
Zj |
Zk |
Zl |
Zm |
Zn |
Zo |
Zr |
Zs |
Zu |
Zv |
Zw |
Zy |
Zz
 
Zea |
Zeb |
Zec |
Zed |
Zee |
Zef |
Zeg |
Zeh |
Zei |
Zej |
Zek |
Zel |
Zem |
Zen |
Zeo |
Zep |
Zeq |
Zer |
Zes |
Zet |
Zeu |
Zev |
Zew |
Zey |
Zez
Die Liste der Biografien führt alle Personen auf, die in der deutschsprachigen Wikipedia einen Artikel haben. Dieses ist eine Teilliste mit 7 Einträgen von Personen, deren Namen mit den Buchstaben „Zew“ beginnt.

## Zew

### Zewa
- Zewail, Ahmed (1946–2016), ägyptisch-US-amerikanischer Chemiker, Nobelpreisträger (1999)Ahmed Zewail (1946–2016)

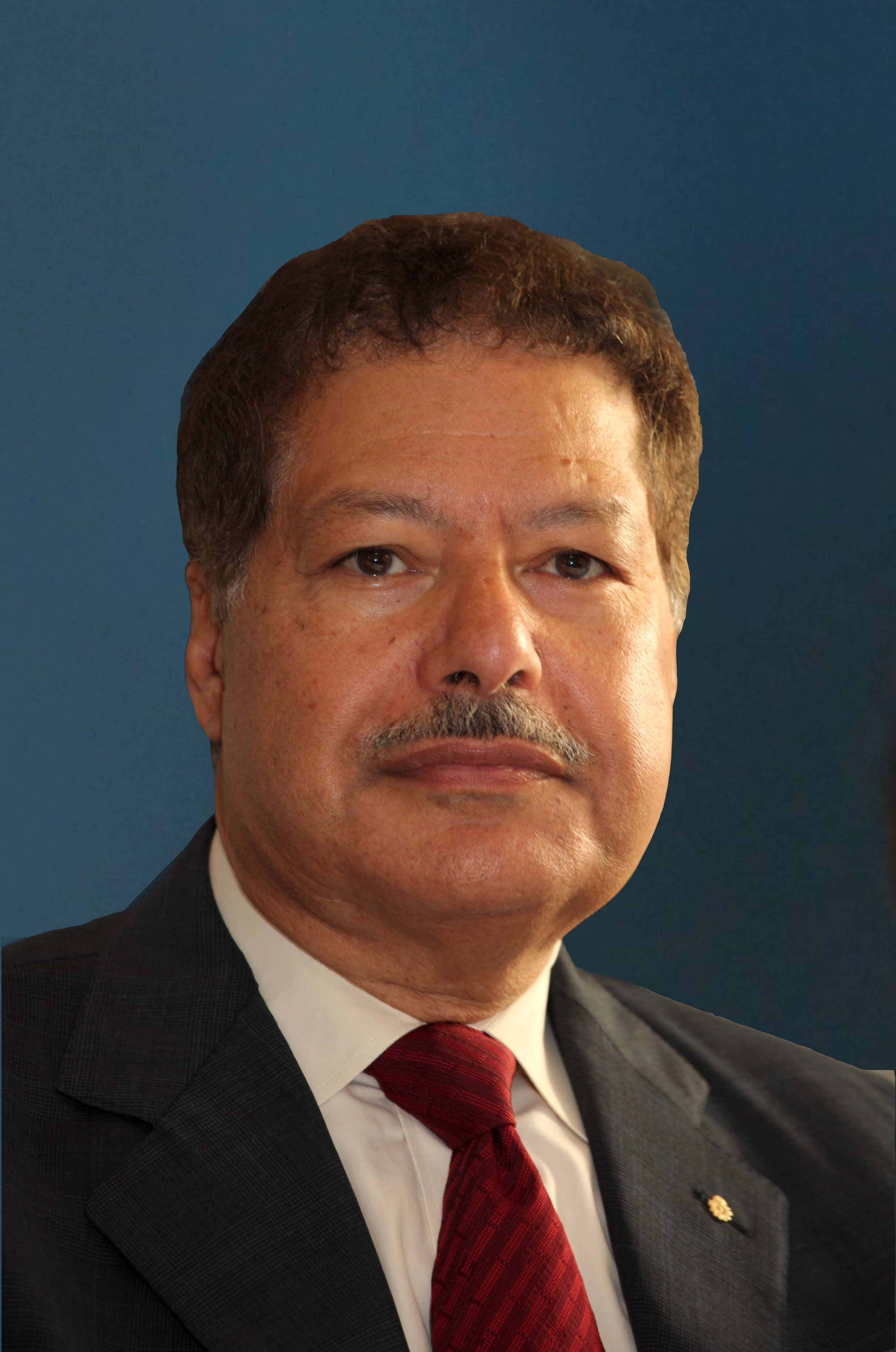
Ahmed Zewail (1946–2016)

### Zewe
- Zewe, Gerd (* 1950), deutscher Fußballspieler
- Zewe, Otto (1921–2003), deutscher Bildhauer und Mitglied im Saarländischen Künstlerbund
- Zewegmid, Dondogijn (1915–1991), mongolischer Schriftsteller und Politiker

### Zewl
- Żewłakow, Marcin (* 1976), polnischer Fußballspieler
- Żewłakow, Michał (* 1976), polnischer Fußballspieler

### Zewy
- Zewy, Carl (1855–1929), österreichischer Genremaler